# Мочилище
Мочилище или Рабига куле — озеро в России, располагается у западной окраины города Болгар на территории Спасского района Республики Татарстан.
Представляет собой водоём карстового происхождения, находящийся на высокой террасе реки Волги. Озеро имеет округлую форму, длиной 150 м и средней шириной в 135 м. Площадь водной поверхности озера составляет 2,36 га. Наибольшая глубина достигает 5,5 м, средняя глубина равняется 2,5 м. Дно песчаное. Уровень уреза воды находится на высоте 64 м над уровнем моря. Берега покрыты смешанным лесом с преобладанием сосны и березы.
Озеро используется в рекреационных целях.